# François Beeldemaker
François (ook: Frans) Beeldemaker (Dordrecht, 25 januari 1659 - Rotterdam, 27 april 1728) was een Nederlands kunstschilder.

## Leven en werk
Beeldemaker was een lid van de familie Beeldemaker en een zoon van de kunstschilder Adriaen Cornelisz. Beeldemaker. In 1698 was hij lid van het Sint-Lucasgilde te 's-Gravenhage in welke plaats hij in 1707 een huis kocht. Hij was een leerling van zijn vader en van Willem Doudijns. Hij was gekend om zijn jachttaferelen en was in Den Haag ook decoratieschilder. In Rome was hij lid van de Bentvueghels met de bijnaam "Aap".
- Biografisch Portaal: 76066890
- Digitale Bibliotheek voor de Nederlandse Letteren: beel019
- RKD-Nederlands Instituut voor Kunstgeschiedenis: 5751
- Union List of Artist Names: 500051729
- Virtual International Authority File: 96026118